# Alfred Stange
Alfred Stange (* 14. August 1894 in Glauchau; † 9. September 1968 in Tutzing) war ein deutscher Kunsthistoriker, dessen Arbeiten zur altdeutschen Malerei von Relevanz für die stilanalytische Forschung sind.

## Werdegang
1921 wurde er mit einer Arbeit über die Deutsche Malerei und Plastik vom ausgehenden 14. bis zur Mitte des 15. Jhs. promoviert. Bereits im Jahre 1925 erfolgte seine Habilitation in München bei Wilhelm Pinder. Hierbei hatte er sich mit der deutschen Baukunst der Renaissance beschäftigt. Von 1925 bis 1931 war er zunächst als Privatdozent und anschließend von 1931 bis 1934 als außerordentlicher Professor in München tätig.
Nach der „Machtergreifung“ der Nationalsozialisten wurde Stange
im Mai 1933 Mitglied der NSDAP und der SA.
1934 erhielt er einen Ruf an die Universität Erlangen, wo er bis 1935 als ordentlicher Professor lehrte. Daneben war er in den Jahren 1934 und 1935 Referent der Reichsführerschule der SA. Von 1935 bis 1945 war er Ordinarius für Kunstgeschichte in Bonn.
Stange, der ein Vertrauter Alfred Rosenbergs war, betätigte sich aktiv als Amtsverwalter im NS-Lehrerbund und wurde Hauptlektor für Kunstgeschichte und Architektur der Reichsstelle zur Förderung des deutschen Schrifttums.
Nach dem Ende des Zweiten Weltkriegs wurde er als Professor entlassen und 1949 in den Ruhestand versetzt. 1962 wurde seine Amtsenthebung in eine Emeritierung umgewandelt.
Sein wissenschaftliches Hauptwerk sind seine Arbeiten zur deutschen Tafelmalerei des Spätmittelalters. Seine Abbildungssammlung zur altdeutschen Tafelmalerei umfasste etwa 30.000 Schwarzweiß-Fotografien, die in den Bestand des Zentralinstituts für Kunstgeschichte übergegangen sind.

## Veröffentlichungen (Auswahl)
- Deutsche Malerei der Gotik. 11 Bände. München, Berlin, Deutscher Kunstverlag 1934–1961.
- Der Schleswiger Dom und seine Wandmalereien. Ahnenerbe-Stiftung-Verlag, Berlin-Dahlem 1940, (Digitalisat).
- Kritisches Verzeichnis der deutschen Tafelbilder vor Dürer. Bruckmann, München 1967–1978.